# Cattedrali in Brasile
Questa è una lista delle cattedrali in Brasile.

## Cattedrali cattoliche
| Cattedrale                                                              | Arcidiocesi o Diocesi                                           | Località                    | Immagine |
| ----------------------------------------------------------------------- | --------------------------------------------------------------- | --------------------------- | -------- |
| Cattedrale metropolitana dell'Immacolata Concezione                     | Arcidiocesi di Manaus                                           | Manaus                      |          |
| Cattedrale dei Santi Angeli Custodi                                     | Diocesi dell'Alto Solimões                                      | Tabatinga                   |          |
| Concattedrale di San Paolo apostolo                                     | Diocesi dell'Alto Solimões                                      | São Paulo de Olivença       |          |
| Cattedrale di Sant'Anna e San Sebastiano                                | Diocesi di Coari                                                | Coari                       |          |
| Cattedrale di Nostra Signora del Buon Successo                          | Diocesi di Cruz das Almas                                       | Cruz das Almas              |          |
| Cattedrale di Nostra Signora della Gloria                               | Diocesi di Cruzeiro do Sul                                      | Cruzeiro do Sul             |          |
| Cattedrale di Nostra Signora del Carmine                                | Diocesi di Parintins                                            | Parintins                   |          |
| Cattedrale di Nostra Signora di Nazaré                                  | Diocesi di Rio Branco                                           | Rio Branco                  |          |
| Cattedrale di Cristo Redentore                                          | Diocesi di Roraima                                              | Boa Vista                   |          |
| Cattedrale di San Gabriele                                              | Diocesi di São Gabriel da Cachoeira                             | São Gabriel da Cachoeira    |          |
| Cattedrale di Sant'Antonio di Padova                                    | Diocesi di Borba                                                | Borba                       |          |
| Cattedrale di Nostra Signora del Rosario                                | Prelatura territoriale di Itacoatiara                           | Itacoatiara                 |          |
| Cattedrale di Santa Teresa                                              | Prelatura territoriale di Tefé                                  | Tefé                        |          |
| Cattedrale di Nostra Signora delle Grazie                               | Arcidiocesi di Belém do Pará                                    | Belém                       |          |
| Cattedrale dell'Immacolata Concezione                                   | Diocesi di Abaetetuba                                           | Abaetetuba                  |          |
| Cattedrale di Nostra Signora del Rosario                                | Diocesi di Bragança do Pará                                     | Bragança                    |          |
| Cattedrale di San Giovanni Battista                                     | Diocesi di Cametá                                               | Cametá                      |          |
| Cattedrale della Gran Madre di Dio                                      | Diocesi di Castanhal                                            | Castanhal                   |          |
| Cattedrale di San Giuseppe                                              | Diocesi di Macapá                                               | Macapá                      |          |
| Cattedrale di Nostra Signora del Perpetuo Soccorso                      | Diocesi di Marabá                                               | Marabá                      |          |
| Cattedrale di Sant'Anna                                                 | Diocesi di Óbidos                                               | Óbidos                      |          |
| Cattedrale dell'Immacolata Concezione                                   | Diocesi di Ponta de Pedras                                      | Ponta de Pedras             |          |
| Cattedrale dell'Immacolata Concezione                                   | Arcidiocesi di Santarém                                         | Santarém                    |          |
| Cattedrale dell'Immacolata Concezione                                   | Diocesi di Santíssima Conceição do Araguaia                     | Conceição do Araguaia       |          |
| Cattedrale di Sant'Anna                                                 | Prelatura territoriale di Itaituba                              | Itaituba                    |          |
| Cattedrale di Nostra Signora della Consolazione                         | Prelatura territoriale di Marajó                                | Soure                       |          |
| Cattedrale del Sacro Cuore di Gesù                                      | Diocesi di Xingu-Altamira                                       | Altamira                    |          |
| Cattedrale di Tucumã                                                    | Prelatura territoriale di Alto Xingu-Tucumã                     | Tucumã                      |          |
| Cattedrale di San Giuseppe                                              | Arcidiocesi di Fortaleza                                        | Fortaleza                   |          |
| Cattedrale di Nostro Signore della Buona Morte                          | Diocesi di Crateús                                              | Crateús                     |          |
| Cattedrale di Nostra Signora da Penha                                   | Diocesi di Crato                                                | Crato                       |          |
| Cattedrale di sant'Anna                                                 | Diocesi di Iguatu                                               | Iguatu                      |          |
| Cattedrale di Nostra Signora delle Grazie                               | Diocesi di Itapipoca                                            | Itapipoca                   |          |
| Cattedrale dell'Immacolata Concezione                                   | Diocesi di Limoeiro do Norte                                    | Limoeiro do Norte           |          |
| Cattedrale di Gesù, Maria e Giuseppe                                    | Diocesi di Quixadá                                              | Quixadá                     |          |
| Cattedrale dell'Immacolata Concezione                                   | Diocesi di Sobral                                               | Sobral                      |          |
| Cattedrale di Sant'Anna                                                 | Diocesi di Tianguá                                              | Tianguá                     |          |
| Cattedrale del Santo Salvatore del Mondo                                | Arcidiocesi di Olinda e Recife                                  | Olinda                      |          |
| Cattedrale di San Pietro dei Chierici                                   | Arcidiocesi di Olinda e Recife                                  | Recife                      |          |
| Cattedrale del Buon Gesù dei Rimedi                                     | Diocesi di Afogados da Ingazeira                                | Afogados da Ingazeira       |          |
| Cattedrale di Nostra Signora dei Sette Dolori                           | Diocesi di Caruaru                                              | Caruaru                     |          |
| Cattedrale del Buon Gesù degli Afflitti                                 | Diocesi di Floresta                                             | Floresta                    |          |
| Cattedrale di Sant'Antonio                                              | Diocesi di Garanhuns                                            | Garanhuns                   |          |
| Cattedrale dell'Immacolata Concezione                                   | Diocesi di Nazaré                                               | Nazaré da Mata              |          |
| Cattedrale dell'Immacolata Concezione dei Monti                         | Diocesi di Palmares                                             | Palmares                    |          |
| Cattedrale di Sant'Agata                                                | Diocesi di Pesqueira                                            | Pesqueira                   |          |
| Cattedrale del Sacro Cuore di Gesù-Cristo Re                            | Diocesi di Petrolina                                            | Petrolina                   |          |
| Cattedrale della Madonna della Neve                                     | Arcidiocesi della Paraíba                                       | João Pessoa                 |          |
| Cattedrale di Nostra Signora della Pietà                                | Diocesi di Cajazeiras                                           | Cajazeiras                  |          |
| Cattedrale dell'Immacolata Concezione                                   | Diocesi di Campina Grande                                       | Campina Grande              |          |
| Cattedrale di Nostra Signora della Luce                                 | Diocesi di Guarabira                                            | Guarabira                   |          |
| Cattedrale di Nostra Signora della Guida                                | Diocesi di Patos                                                | Patos                       |          |
| Cattedrale delle Sette Allegrezze di Maria Vergine                      | Arcidiocesi di Maceió                                           | Maceió                      |          |
| Cattedrale di Nostra Signora dell'Amparo                                | Diocesi di Palmeira dos Índios                                  | Palmeira dos Índios         |          |
| Cattedrale di Nostra Signora del Rosario                                | Diocesi di Penedo                                               | Penedo                      |          |
| Cattedrale della Presentazione al Tempio di Maria Vergine               | Arcidiocesi di Natal                                            | Natal                       |          |
| Cattedrale di Sant'Anna                                                 | Diocesi di Caicó                                                | Caicó                       |          |
| Cattedrale di Santa Lucia                                               | Diocesi di Mossoró                                              | Mossoró                     |          |
| Cattedrale della Trasfigurazione del Signore                            | Arcidiocesi di San Salvador di Bahia                            | Salvador                    |          |
| Cattedrale di Sant'Antonio                                              | Diocesi di Alagoinhas                                           | Alagoinhas                  |          |
| Cattedrale di Nostra Signora del Buon Consiglio                         | Diocesi di Amargosa                                             | Amargosa                    |          |
| Cattedrale di San Tommaso da Canterbury                                 | Diocesi di Camaçari                                             | Camaçari                    |          |
| Cattedrale di Maria Ausiliatrice                                        | Diocesi di Eunápolis                                            | Eunápolis                   |          |
| Cattedrale di San Sebastiano                                            | Diocesi di Ilhéus                                               | Ilhéus                      |          |
| Cattedrale di San Giuseppe                                              | Diocesi di Itabuna                                              | Itabuna                     |          |
| Cattedrale di San Pietro                                                | Diocesi di Teixeira de Freitas-Caravelas                        | Teixeira de Freitas         |          |
| Concattedrale di Sant'Antonio                                           | Diocesi di Teixeira de Freitas-Caravelas                        | Caravelas                   |          |
| Cattedrale di Nostra Signora delle Vittorie                             | Arcidiocesi di Vitória da Conquista                             | Vitória da Conquista        |          |
| Cattedrale del Buon Gesù                                                | Diocesi di Bom Jesus da Lapa                                    | Bom Jesus da Lapa           |          |
| Cattedrale di Sant'Anna                                                 | Diocesi di Caetité                                              | Caetité                     |          |
| Cattedrale di Sant'Antonio di Padova                                    | Diocesi di Jequié                                               | Jequié                      |          |
| Cattedrale di Nostra Signora della Liberazione                          | Diocesi di Livramento de Nossa Senhora                          | Livramento de Nossa Senhora |          |
| Cattedrale di Sant'Anna                                                 | Arcidiocesi di Feira de Santana                                 | Feira de Santana            |          |
| Cattedrale delle Stimmate di San Francesco d'Assisi                     | Diocesi di Barra                                                | Barra                       |          |
| Cattedrale di San Giovanni Battista                                     | Diocesi di Barreiras                                            | Barreiras                   |          |
| Cattedrale di Nostro Signore della Buona Morte                          | Diocesi di Bonfim                                               | Senhor do Bonfim            |          |
| Cattedrale di San Domenico                                              | Diocesi di Irecê                                                | Irecê                       |          |
| Cattedrale di Nostra Signora delle Grotte                               | Diocesi di Juazeiro                                             | Juazeiro                    |          |
| Cattedrale di Nostra Signora di Fatima                                  | Diocesi di Paulo Afonso                                         | Paulo Afonso                |          |
| Cattedrale di Sant'Antonio                                              | Diocesi di Ruy Barbosa                                          | Ruy Barbosa                 |          |
| Cattedrale di Sant'Anna                                                 | Diocesi di Serrinha                                             | Serrinha                    |          |
| Cattedrale dell'Immacolata Concezione                                   | Arcidiocesi di Aracaju                                          | Aracaju                     |          |
| Cattedrale di Nostra Signora di Guadalupe                               | Diocesi di Estância                                             | Estância                    |          |
| Cattedrale di Sant'Antonio                                              | Diocesi di Propriá                                              | Propriá                     |          |
| Cattedrale di Nostra Signora dei Sette Dolori                           | Arcidiocesi di Teresina                                         | Teresina                    |          |
| Cattedrale di Nostra Signora delle Grazie                               | Diocesi di Bom Jesus do Gurguéia                                | Bom Jesus                   |          |
| Cattedrale di Sant'Antonio                                              | Diocesi di Campo Maior                                          | Campo Maior                 |          |
| Cattedrale di San Pietro d'Alcantara                                    | Diocesi di Floriano                                             | Floriano                    |          |
| Cattedrale di Nostra Signora della Vittoria                             | Diocesi di Oeiras                                               | Oeiras                      |          |
| Cattedrale di Nostra Signora della Grazia                               | Diocesi di Parnaíba                                             | Parnaíba                    |          |
| Cattedrale di Nostra Signora dei Rimedi                                 | Diocesi di Picos                                                | Picos                       |          |
| Cattedrale di San Raimondo                                              | Diocesi di São Raimundo Nonato                                  | São Raimundo Nonato         |          |
| Cattedrale di Nostra Signora della Vittoria                             | Arcidiocesi di São Luís do Maranhão                             | São Luís                    |          |
| Cattedrale di Santa Teresina                                            | Diocesi di Bacabal                                              | Bacabal                     |          |
| Cattedrale del Sacro Cuore di Gesù                                      | Diocesi di Balsas                                               | Balsas                      |          |
| Cattedrale dell'Immacolata Concezione                                   | Diocesi di Brejo                                                | Brejo                       |          |
| Cattedrale di San Pietro d'Alcantara                                    | Diocesi di Carolina                                             | Carolina                    |          |
| Cattedrale di Nostra Signora dei Rimedi                                 | Diocesi di Caxias do Maranhão                                   | Caxias                      |          |
| Cattedrale di Nostra Signora della Pietà                                | Diocesi di Coroatá                                              | Coroatá                     |          |
| Cattedrale del Signore della Buona Morte                                | Diocesi di Grajaú                                               | Grajaú                      |          |
| Cattedrale di Nostra Signora di Fatima                                  | Diocesi di Imperatriz                                           | Imperatriz                  |          |
| Cattedrale di Sant'Ignazio di Loyola                                    | Diocesi di Pinheiro                                             | Pinheiro                    |          |
| Cattedrale dell'Immacolata Concezione                                   | Diocesi di Viana                                                | Viana                       |          |
| Cattedrale di sant'Antonio di Padova                                    | Diocesi di Zé Doca                                              | Zé Doca                     |          |
| Cattedrale di San Sebastiano                                            | Arcidiocesi di Rio de Janeiro                                   | Rio de Janeiro              |          |
| Cattedrale di Sant'Anna                                                 | Diocesi di Barra do Piraí-Volta Redonda                         | Barra do Piraí              |          |
| Cattedrale di Sant'Antonio                                              | Diocesi di Duque de Caxias                                      | Duque de Caxias             |          |
| Cattedrale di San Francesco Saverio                                     | Diocesi di Itaguaí                                              | Itaguaí                     |          |
| Cattedrale di Sant'Antonio di Jacutinga                                 | Diocesi di Nova Iguaçu                                          | Nova Iguaçu                 |          |
| Cattedrale di Nostra Signora della Gloria                               | Diocesi di Valença                                              | Valença                     |          |
| Cattedrale di San Giovanni Battista                                     | Arcidiocesi di Niterói                                          | Niterói                     |          |
| Cattedrale del Santissimo Salvatore                                     | Diocesi di Campos                                               | Campos dos Goytacazes       |          |
| Cattedrale di San Giovanni Battista                                     | Diocesi di Nova Friburgo                                        | Nova Friburgo               |          |
| Cattedrale di San Pietro d'Alcantara                                    | Diocesi di Petrópolis                                           | Petrópolis                  |          |
| Cattedrale dell'Assunzione di Maria Vergine                             | Arcidiocesi di Mariana                                          | Mariana                     |          |
| Cattedrale di San Giovanni Battista                                     | Diocesi di Caratinga                                            | Caratinga                   |          |
| Cattedrale di Sant'Antonio                                              | Diocesi di Governador Valadares                                 | Governador Valadares        |          |
| Cattedrale di Nostra Signora del Rosario                                | Diocesi di Itabira-Fabriciano                                   | Itabira                     |          |
| Cattedrale di San Sebastiano                                            | Diocesi di Itabira-Fabriciano                                   | Coronel Fabriciano          |          |
| Cattedrale di Sant'Antonio                                              | Arcidiocesi di Diamantina                                       | Diamantina                  |          |
| Cattedrale di San Giovanni Battista                                     | Diocesi di Almenara                                             | Almenara                    |          |
| Cattedrale di San Giuseppe                                              | Diocesi di Araçuaí                                              | Araçuaí                     |          |
| Cattedrale di San Michele                                               | Diocesi di Guanhães                                             | Guanhães                    |          |
| Cattedrale dell'Immacolata Concezione                                   | Diocesi di Teófilo Otoni                                        | Teófilo Otoni               |          |
| Cattedrale di Nostra Signora del Buon Viaggio                           | Arcidiocesi di Belo Horizonte                                   | Belo Horizonte              |          |
| Cattedrale dello Spirito Santo                                          | Diocesi di Divinópolis                                          | Divinópolis                 |          |
| Cattedrale di Nostra Signora della Luce                                 | Diocesi di Luz                                                  | Luz                         |          |
| Cattedrale di Nostra Signora di Oliveira                                | Diocesi di Oliveira                                             | Oliveira                    |          |
| Cattedrale di Sant'Antonio di Padova                                    | Diocesi di Sete Lagoas                                          | Sete Lagoas                 |          |
| Cattedrale del Buon Gesù                                                | Arcidiocesi di Pouso Alegre                                     | Pouso Alegre                |          |
| Cattedrale di Sant'Antonio                                              | Diocesi di Campanha                                             | Campanha                    |          |
| Cattedrale di Nostra Signora dei Sette Dolori                           | Diocesi di Guaxupé                                              | Guaxupé                     |          |
| Cattedrale del Sacro Cuore di Gesù                                      | Arcidiocesi di Uberaba                                          | Uberaba                     |          |
| Cattedrale di San Giuseppe                                              | Diocesi di Ituiutaba                                            | Ituiutaba                   |          |
| Cattedrale di Sant'Antonio di Padova                                    | Diocesi di Patos de Minas                                       | Patos de Minas              |          |
| Cattedrale di Santa Teresina                                            | Diocesi di Uberlândia                                           | Uberlândia                  |          |
| Cattedrale di Sant'Antonio                                              | Arcidiocesi di Juiz de Fora                                     | Juiz de Fora                |          |
| Cattedrale di San Sebastiano                                            | Diocesi di Leopoldina                                           | Leopoldina                  |          |
| Cattedrale di Nostra Signora del Pilar                                  | Diocesi di São João del Rei                                     | São João del-Rei            |          |
| Cattedrale di Nostra Signora di Aparecida                               | Arcidiocesi di Montes Claros                                    | Montes Claros               |          |
| Cattedrale del Sacro Cuore di Gesù                                      | Diocesi di Janaúba                                              | Janaúba                     |          |
| Cattedrale di Nostra Signora dei Sette Dolori                           | Diocesi di Januária                                             | Januária                    |          |
| Cattedrale di Nostra Signora del Patrocinio                             | Diocesi di Jaú                                                  | Jaú                         |          |
| Cattedrale di Sant'Antonio di Padova                                    | Diocesi di Paracatu                                             | Paracatu                    |          |
| Cattedrale di Nostra Signora della Vittoria                             | Arcidiocesi di Vitória                                          | Vitória                     |          |
| Cattedrale di San Pietro apostolo                                       | Diocesi di Cachoeiro de Itapemirim                              | Cachoeiro de Itapemirim     |          |
| Cattedrale del Sacro Cuore di Gesù                                      | Diocesi di Colatina                                             | Colatina                    |          |
| Cattedrale di San Matteo                                                | Diocesi di São Mateus                                           | São Mateus                  |          |
| Cattedrale dell'Assunzione di Maria Vergine e di San Paolo              | Arcidiocesi di San Paolo                                        | San Paolo                   |          |
| Cattedrale di San Giuda Taddeo                                          | Diocesi di Campo Limpo                                          | Campo Limpo Paulista        |          |
| Cattedrale dello Spirito Santo                                          | Diocesi di Caraguatatuba                                        | Caraguatatuba               |          |
| Cattedrale dell'Immacolata Concezione                                   | Diocesi di Guarulhos                                            | Guarulhos                   |          |
| Cattedrale di Sant'Anna                                                 | Diocesi di Mogi das Cruzes                                      | Mogi das Cruzes             |          |
| Cattedrale di Nostra Signora del Libano                                 | Eparchia di Nostra Signora del Libano                           | San Paolo                   |          |
| Cattedrale di Nostra Signora del Paradiso                               | Eparchia di Nostra Signora del Paradiso                         | San Paolo                   |          |
| Cattedrale di Sant'Antonio                                              | Diocesi di Osasco                                               | Osasco                      |          |
| Cattedrale di San Mauro                                                 | Diocesi di Santo Amaro                                          | San Paolo                   |          |
| Cattedrale di Nostra Signora del Carmine                                | Diocesi di Santo André                                          | Santo André                 |          |
| Cattedrale di Nostra Signora del Rosario                                | Diocesi di Santos                                               | Santos                      |          |
| Cattedrale di San Michele arcangelo                                     | Diocesi di São Miguel Paulista                                  | San Paolo                   |          |
| Cattedrale di Sant'Anna                                                 | Arcidiocesi di Botucatu                                         | Botucatu                    |          |
| Cattedrale di Nostra Signora di Aparecida                               | Diocesi di Araçatuba                                            | Araçatuba                   |          |
| Cattedrale del Sacro Cuore di Gesù                                      | Diocesi di Assis                                                | Assis                       |          |
| Cattedrale dello Spirito Santo                                          | Diocesi di Bauru                                                | Bauru                       |          |
| Cattedrale di Sant'Antonio                                              | Diocesi di Lins                                                 | Lins                        |          |
| Cattedrale di San Benedetto                                             | Diocesi di Marília                                              | Marília                     |          |
| Cattedrale del Buon Gesù                                                | Diocesi di Ourinhos                                             | Ourinhos                    |          |
| Cattedrale di San Sebastiano                                            | Diocesi di Presidente Prudente                                  | Presidente Prudente         |          |
| Cattedrale dell'Immacolata Concezione                                   | Arcidiocesi di Campinas                                         | Campinas                    |          |
| Cattedrale di Nostra Signora dell'Amparo                                | Diocesi di Amparo                                               | Amparo                      |          |
| Cattedrale dell'Immacolata Concezione                                   | Diocesi di Bragança Paulista                                    | Bragança Paulista           |          |
| Cattedrale di Nostra Signora del Patrocinio                             | Diocesi di Jaú                                                  | Jaú                         |          |
| Cattedrale della Vergine dei Sette Dolori                               | Diocesi di Limeira                                              | Limeira                     |          |
| Cattedrale di Sant'Antonio                                              | Diocesi di Piracicaba                                           | Piracicaba                  |          |
| Cattedrale di San Carlo Borromeo                                        | Diocesi di São Carlos                                           | São Carlos                  |          |
| Cattedrale di San Sebastiano                                            | Arcidiocesi di Ribeirão Preto                                   | Ribeirão Preto              |          |
| Cattedrale dello Spirito Santo                                          | Diocesi di Barretos                                             | Barretos                    |          |
| Cattedrale di Nostra Signora di Aparecida                               | Diocesi di Catanduva                                            | Catanduva                   |          |
| Cattedrale dell'Immacolata Concezione                                   | Diocesi di Franca                                               | Franca                      |          |
| Cattedrale di Nostra Signora del Carmine                                | Diocesi di Jaboticabal                                          | Jaboticabal                 |          |
| Cattedrale dell'Assunzione di Maria Vergine                             | Diocesi di Jales                                                | Jales                       |          |
| Cattedrale di San Giovanni Battista                                     | Diocesi di São João da Boa Vista                                | São João da Boa Vista       |          |
| Cattedrale di San Giuseppe                                              | Diocesi di São José do Rio Preto                                | São José do Rio Preto       |          |
| Cattedrale di Nostra Signora Aparecida                                  | Diocesi di Votuporanga                                          | Votuporanga                 |          |
| Cattedrale di Sant'Antonio                                              | Arcidiocesi di Aparecida                                        | Guaratinguetá               |          |
| Cattedrale di Nostra Signora della Pietà                                | Diocesi di Lorena                                               | Lorena                      |          |
| Cattedrale di San Disma                                                 | Diocesi di São José dos Campos                                  | São José dos Campos         |          |
| Cattedrale di San Francesco d'Assisi delle Stimmate                     | Diocesi di Taubaté                                              | Taubaté                     |          |
| Cattedrale di Nostra Signora del Ponte                                  | Arcidiocesi di Sorocaba                                         | Sorocaba                    |          |
| Cattedrale delle Allegrezze della Vergine Maria                         | Diocesi di Itapetininga                                         | Itapetininga                |          |
| Cattedrale di Sant'Anna                                                 | Diocesi di Itapeva                                              | Itapeva                     |          |
| Cattedrale di Nostra Signora dell'Esilio                                | Diocesi di Jundiaí                                              | Jundiaí                     |          |
| Cattedrale di San Francesco Saverio                                     | Diocesi di Registro                                             | Registro                    |          |
| Cattedrale di Nostra Signora della Luce                                 | Arcidiocesi di Curitiba                                         | Curitiba                    |          |
| Cattedrale di Nostra Signora di Belém                                   | Diocesi di Guarapuava                                           | Guarapuava                  |          |
| Cattedrale di Nostra Signora del Rosario                                | Diocesi di Paranaguá                                            | Paranaguá                   |          |
| Cattedrale di Sant'Anna                                                 | Diocesi di Ponta Grossa                                         | Ponta Grossa                |          |
| Cattedrale del Sacro Cuore di Gesù                                      | Diocesi di União da Vitória                                     | União da Vitória            |          |
| Cattedrale del Sacro Cuore di Gesù                                      | Arcidiocesi di Londrina                                         | Londrina                    |          |
| Cattedrale di Nostra Signora di Lourdes                                 | Diocesi di Apucarana                                            | Apucarana                   |          |
| Cattedrale di Cristo Re                                                 | Diocesi di Cornélio Procópio                                    | Cornélio Procópio           |          |
| Cattedrale dell'Immacolata Concezione e di San Sebastiano               | Diocesi di Jacarezinho                                          | Jacarezinho                 |          |
| Cattedrale di Nostra Signora della Gloria                               | Arcidiocesi di Maringá                                          | Maringá                     |          |
| Cattedrale di San Giuseppe                                              | Diocesi di Campo Mourão                                         | Campo Mourão                |          |
| Cattedrale di Maria Madre della Chiesa                                  | Diocesi di Paranavaí                                            | Paranavaí                   |          |
| Cattedrale dello Spirito Santo                                          | Diocesi di Umuarama                                             | Umuarama                    |          |
| Cattedrale di Nostra Signora di Aparecida                               | Arcidiocesi di Cascavel                                         | Cascavel                    |          |
| Cattedrale di San Giovanni Battista                                     | Diocesi di Foz do Iguaçu                                        | Foz do Iguaçu               |          |
| Cattedrale del Buon Gesù                                                | Diocesi di Palmas-Francisco Beltrão                             | Palmas                      |          |
| Concattedrale di Nostra Signora della Gloria                            | Diocesi di Palmas-Francisco Beltrão                             | Francisco Beltrão           |          |
| Cattedrale di Cristo Re                                                 | Diocesi di Toledo                                               | Toledo                      |          |
| Cattedrale di Nostra Signora di Aparecida                               | Arcidiocesi di Passo Fundo                                      | Passo Fundo                 |          |
| Cattedrale di San Giuseppe                                              | Diocesi di Erexim                                               | Erechim                     |          |
| Cattedrale di Sant'Antonio                                              | Diocesi di Frederico Westphalen                                 | Frederico Westphalen        |          |
| Cattedrale di Nostra Signora di Oliveira                                | Diocesi di Vacaria                                              | Vacaria                     |          |
| Cattedrale di San Francesco da Paola                                    | Arcidiocesi di Pelotas                                          | Pelotas                     |          |
| Cattedrale di San Sebastiano                                            | Diocesi di Bagé                                                 | Bagé                        |          |
| Cattedrale di San Pietro                                                | Diocesi di Rio Grande                                           | Rio Grande                  |          |
| Cattedrale di Nostra Signora                                            | Arcidiocesi di Porto Alegre                                     | Porto Alegre                |          |
| Cattedrale di Santa Teresa                                              | Diocesi di Caxias do Sul                                        | Caxias do Sul               |          |
| Cattedrale di San Luigi Gonzaga                                         | Diocesi di Novo Hamburgo                                        | Novo Hamburgo               |          |
| Cattedrale dell'Immacolata Concezione                                   | Diocesi di Osório                                               | Osório                      |          |
| Cattedrale dell'Immacolata Concezione                                   | Arcidiocesi di Santa Maria                                      | Santa Maria                 |          |
| Cattedrale dell'Immacolata Concezione                                   | Diocesi di Cachoeira do Sul                                     | Cachoeira do Sul            |          |
| Cattedrale dello Spirito Santo                                          | Diocesi di Cruz Alta                                            | Cruz Alta                   |          |
| Cattedrale di san Giovanni Battista                                     | Diocesi di Santa Cruz do Sul                                    | Santa Cruz do Sul           |          |
| Cattedrale dei Santi Angeli Custodi                                     | Diocesi di Santo Ângelo                                         | Santo Ângelo                |          |
| Cattedrale di Sant'Anna                                                 | Diocesi di Uruguaiana                                           | Uruguaiana                  |          |
| Cattedrale di Nostra Signora della Fuga in Egitto                       | Arcidiocesi di Florianópolis                                    | Florianópolis               |          |
| Cattedrale di San Paolo apostolo                                        | Diocesi di Blumenau                                             | Blumenau                    |          |
| Cattedrale di San Francesco d'Assisi                                    | Diocesi di Caçador                                              | Caçador                     |          |
| Cattedrale di Sant'Antonio di Padova                                    | Arcidiocesi di Chapecó                                          | Chapecó                     |          |
| Cattedrale di San Giuseppe                                              | Diocesi di Criciúma                                             | Criciúma                    |          |
| Cattedrale di Santa Teresa del Bambin Gesù                              | Diocesi di Joaçaba                                              | Joaçaba                     |          |
| Cattedrale di San Francesco Saverio                                     | Arcidiocesi di Joinville                                        | Joinville                   |          |
| Cattedrale di Nostra Signora delle Sette Allegrezze                     | Diocesi di Lages                                                | Lages                       |          |
| Cattedrale di San Giovanni Battista                                     | Diocesi di Rio do Sul                                           | Rio do Sul                  |          |
| Cattedrale di Nostra Signora della Pietà                                | Diocesi di Tubarão                                              | Tubarão                     |          |
| Cattedrale di Nostra Signora di Aparecida                               | Arcidiocesi di Brasilia                                         | Brasilia                    |          |
| Cattedrale dell'Immacolata Concezione                                   | Diocesi di Formosa                                              | Formosa                     |          |
| Cattedrale di Nostra Signora dell'Evangelizzazione                      | Diocesi di Luziânia                                             | Luziânia                    |          |
| Cattedrale di Sant'Anna                                                 | Diocesi di Uruaçu                                               | Uruaçu                      |          |
| Cattedrale di Maria Ausiliatrice                                        | Arcidiocesi di Goiânia                                          | Goiânia                     |          |
| Cattedrale del Buon Gesù                                                | Diocesi di Anápolis                                             | Anápolis                    |          |
| Cattedrale di Sant'Anna                                                 | Diocesi di Goiás                                                | Goiás                       |          |
| Cattedrale dello Spirito Santo                                          | Diocesi di Ipameri                                              | Ipameri                     |          |
| Cattedrale di Santa Rita da Cascia                                      | Diocesi di Itumbiara                                            | Itumbiara                   |          |
| Cattedrale dello Spirito Santo                                          | Diocesi di Jataí                                                | Jataí                       |          |
| Cattedrale di Nostra Signora della Gloria                               | Diocesi di Rubiataba-Mozarlândia                                | Rubiataba                   |          |
| Concattedrale di Nostra Signora del Perpetuo Soccorso                   | Diocesi di Rubiataba-Mozarlândia                                | Mozarlândia                 |          |
| Cattedrale di San Luigi Gonzaga                                         | Diocesi di São Luís de Montes Belos                             | São Luís de Montes Belos    |          |
| Cattedrale di San Giuseppe                                              | Arcidiocesi di Palmas                                           | Palmas                      |          |
| Cattedrale di Santa Teresina del Bambin Gesù                            | Diocesi di Miracema do Tocantins                                | Miracema do Tocantins       |          |
| Cattedrale di Nostra Signora delle Grazie                               | Diocesi di Porto Nacional                                       | Porto Nacional              |          |
| Cattedrale di Nostra Signora della Consolazione                         | Diocesi di Tocantinópolis                                       | Tocantinópolis              |          |
| Cattedrale di Nostra Signora del Perpetuo Soccorso                      | Diocesi di Cristalândia                                         | Cristalândia                |          |
| Cattedrale di Nostra Signora di Abadia e di Sant'Antonio                | Arcidiocesi di Campo Grande                                     | Campo Grande                |          |
| Cattedrale di Nostra Signora della Candelora                            | Diocesi di Corumbá                                              | Corumbá                     |          |
| Cattedrale di San Giuseppe                                              | Diocesi di Coxim                                                | Coxim                       |          |
| Cattedrale dell'Immacolata Concezione                                   | Diocesi di Dourados                                             | Dourados                    |          |
| Cattedrale di Nostra Signora di Fatima                                  | Diocesi di Jardim                                               | Jardim                      |          |
| Cattedrale di Nostra Signora di Fatima                                  | Diocesi di Naviraí                                              | Naviraí                     |          |
| Cattedrale di Sant'Antonio                                              | Diocesi di Três Lagoas                                          | Três Lagoas                 |          |
| Cattedrale del Buon Gesù                                                | Arcidiocesi di Cuiabá                                           | Cuiabá                      |          |
| Cattedrale di Nostra Signora della Guida                                | Diocesi di Barra do Garças                                      | Barra do Garças             |          |
| Cattedrale dell'Immacolata Concezione                                   | Diocesi di Diamantino                                           | Diamantino                  |          |
| Cattedrale del Sacro Cuore di Gesù                                      | Diocesi di Juína                                                | Juína                       |          |
| Cattedrale di San Cristoforo                                            | Diocesi di Primavera do Leste-Paranatinga                       | Primavera do Leste          |          |
| Concattedrale di San Francesco Saverio                                  | Diocesi di Primavera do Leste-Paranatinga                       | Paranatinga                 |          |
| Cattedrale della Santa Croce                                            | Diocesi di Rondonópolis-Guiratinga                              | Rondonópolis                |          |
| Concattedrale di San Giovanni Battista                                  | Diocesi di Rondonópolis-Guiratinga                              | Guiratinga                  |          |
| Cattedrale di San Luigi dei Francesi                                    | Diocesi di São Luiz de Cáceres                                  | Cáceres                     |          |
| Cattedrale del Sacro Cuore di Gesù                                      | Diocesi di Sinop                                                | Sinop                       |          |
| Cattedrale dell'Assunzione di Maria Vergine                             | Prelatura territoriale di São Félix                             | São Félix do Araguaia       |          |
| Cattedrale del Sacro Cuore di Gesù                                      | Arcidiocesi di Porto Velho                                      | Porto Velho                 |          |
| Cattedrale di Nostra Signora del Seringueiro                            | Diocesi di Guajará-Mirim                                        | Guajará-Mirim               |          |
| Cattedrale dell'Immacolata Concezione                                   | Diocesi di Humaitá                                              | Humaitá                     |          |
| Cattedrale di San Giovanni Bosco                                        | Diocesi di Ji-Paraná                                            | Ji-Paraná                   |          |
| Cattedrale di Nostra Signora di Nazaré                                  | Prelatura territoriale di Lábrea                                | Lábrea                      |          |
| Cattedrale di San Giovanni Battista                                     | Arcieparchia di San Giovanni Battista                           | Curitiba                    |          |
| Cattedrale di San Giosafat                                              | Eparchia dell'Immacolata Concezione                             | Prudentópolis               |          |
| Cattedrale del Cuore Immacolato di Nostra Signora del Rosario di Fatima | Amministrazione apostolica personale San Giovanni Maria Vianney | Campos                      |          |
| Cattedrale di Santa Maria dei Militari Regina della Pace                | Ordinariato militare in Brasile                                 | Brasilia                    |          |

## Cattedrali anglicane
| Cattedrale                          | Arcidiocesi o Diocesi                         | Località       | Immagine |
| ----------------------------------- | --------------------------------------------- | -------------- | -------- |
| Cattedrale della Resurrezione       | Diocesi anglicana di Brasília                 | Brasilia       |          |
| Cattedrale di San Giacomo           | Diocesi anglicana di Curitiba                 | Curitiba       |          |
| Cattedrale del Redentore            | Diocesi anglicana di Pelotas                  | Pelotas        |          |
| Cattedrale della Santa Trinità      | Diocesi anglicana di Recife                   | Recife         |          |
| Cattedrale del Redentore            | Diocesi anglicana di Rio de Janeiro           | Rio de Janeiro |          |
| Cattedrale di San Paolo             | Diocesi anglicana di San Paolo                | San Paolo      |          |
| Cattedrale della Santissima Trinità | Diocesi anglicana del Brasile meridionale     | Porto Alegre   |          |
| Cattedrale del Mediatore            | Diocesi anglicana del Brasile sud-occidentale | Santa Maria    |          |
| Cattedrale di Santa Maria           | Diocesi anglicana dell'Amazzonia              | Belém          |          |

## Cattedrali ortodosse
| Cattedrale                           | Arcidiocesi o Diocesi                      | Località       | Immagine |
| ------------------------------------ | ------------------------------------------ | -------------- | -------- |
| Cattedrale di San Paolo              | Chiesa greco-ortodossa di Antiochia        | San Paolo      |          |
| Cattedrale della Beata Vergine Maria | Eparchia di Rio de Janeiro e Olinda-Recife | Rio de Janeiro |          |